# Saison 2025 de la National Rugby League
Navigation
Édition précédente Édition suivante
La Saison 2025 de la National Rugby League est la cent-huitième-septième édition de cette compétition depuis que celle-ci a été créée en 1908, elle se déroule du 1er mars 2025 à octobre 2025. Dix-sept équipes jouent 24 journées de championnat (phase régulière), les huit meilleures d'entre elles sont qualifiées pour les phases finales, dans le but de se qualifier pour la grande finale.

## Préparation de l'évènement
Depuis sa création en 1998, la National Rugby League a établi un calendrier se décomposant en deux phases - une première phase dite de « saison régulière » où les dix-sept équipes se rencontrent entre elles à vingt-sept reprises pour un ensemble de 204 rencontres entre le 1er mars 2025 et octobre 2025 à l'issue de laquelle un classement est établi. Ce classement détermine la phase suivante nommée « phase finale » où les huit premières équipes de la saison régulière s'affrontent dans une phase à élimination directe entre le 1er mars 2025 et octobre 2025 pour parvenir à atteindre l'ultime rencontre la saison la finale à l'Accord Stadium de Sydney.
Dix-sept clubs prennent part à cette ligue fermée c'est-à-dire qu'il n'y a aucune sanction de relégation en fin de saison quel que soit le classement. Un club est basé en Nouvelle-Zélande et seize clubs sont établis en Australie répartis entre quatre États australiens :
| Territoire                                         | Club | Territoire             | Club                                                                         |
| -------------------------------------------------- | --- | ---------------------- | ---------------------------------------------------------------------------- |
| Nouvelle-Galles du Sud (Australie)                 | * Sydney Roosters * South Sydney Rabbitohs * Canterbury-Bankstown Bulldogs * Parramatta Eels * Manly-Warringah Sea Eagles * Cronulla-Sutherland Sharks * Penrith Panthers * Newcastle Knights * St. George Illawarra Dragons * Wests Tigers | Queensland (Australie) | * Brisbane Broncos * North Queensland Cowboys * Gold Coast Titans * Dolphins |
| Territoire de la capitale australienne (Australie) | * Canberra Raiders | Victoria (Australie)   | * Melbourne Storm                                                            |
| Auckland (Nouvelle-Zélande)                        | * New Zealand Warriors |                        |                                                                              |

### Double-affiche à l'Allegiant Stadium de Las Vegas aux États-Unis

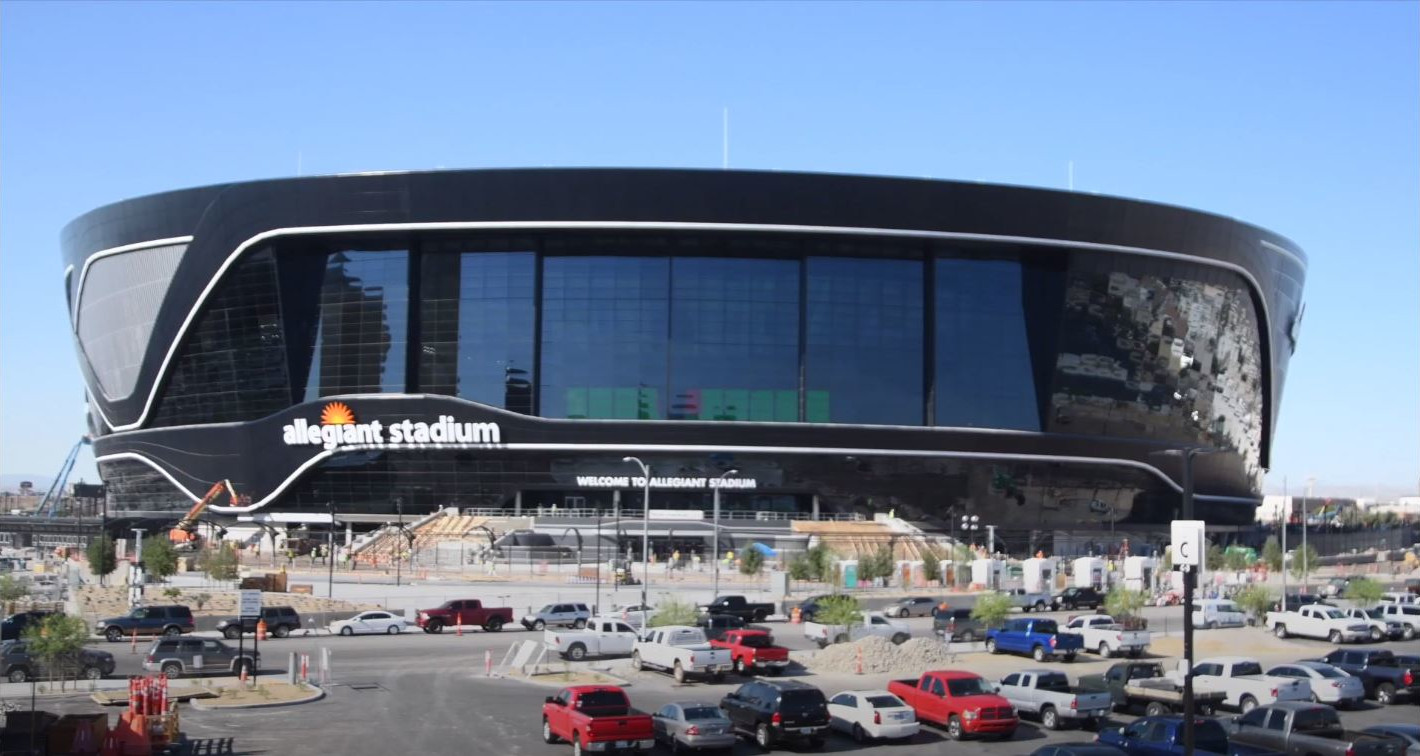
La saison 2024 débute par une double-affiche à l'Allegiant Stadium de Las Vegas aux États-Unis.

Désireuse de promouvoir le rugby à XIII sur le continent américain, la National Rugby League organise l'ouverture de sa saison 2025 par une double-affiche en mars 2025 qui lance la saison à l'Allegiant Stadium de Las Vegas aux États-Unis, qui accueille pour la seconde fois la compétition après 2024. Il s'agit du stade, construit en 2020, de l'équipe de football américain des Las Vegas Raiders.

### Évènements connexes
Le calendrier de la National Rugby League est également rythmé par d'autres évènements connexes : 
- Le State of Origin : confrontation annuelle entre des joueurs des États australiens de la Nouvelle-Galles du Sud et du Queensland autour de trois rencontres entre mai et juillet 2025 ;

## Équipes
Dix-sept clubs disputent la NRL.
| Club                         | Classement en 2024 | Entraîneur(s)    | Capitaine (s)               | Stade (s)                            | Capacité      |
| ---------------------------- | ------------------ | ---------------- | --------------------------- | ------------------------------------ | ------------- |
| Brisbane Broncos             | 12e                | Michael Maguire  | Adam Reynolds               | Suncorp Stadium                      | 52 500        |
| Canberra Raiders             | 9e                 | Ricky Stuart     | Jamal Fogarty Joseph Tapine | GIO Stadium Canberra                 | 25 011        |
| Canterbury Bulldogs          | 1er tour           | Cameron Ciraldo  | Stephen Crichton            | Accor Stadium Belmore Sports Ground  | 82 000 17 000 |
| Cronulla-Sutherland Sharks   | Demi-finale (4e)   | Craig Fitzgibbon | Cameron McInnes             | PointsBet Stadium                    | 22 000        |
| Dolphins                     | 10e                | Kristian Woolf   | Thomas Gilbert              | Suncorp Stadium Kayo Stadium         | 52 500 10 000 |
| Gold Coast Titans            | 14e                | Desmond Hasler   | Tino Fa'asuamaleaui         | Cbus Super Stadium                   | 27 690        |
| Manly-Warringah Sea Eagles   | 2e tour            | Anthony Seibold  | Daly Cherry-Evans           | 4 Pines Park                         | 18 000        |
| Melbourne Storm              | Finaliste          | Craig Bellamy    | Harry Grant                 | AAMI Park                            | 29 500        |
| Newcastle Knights            | 1er tour           | Adam O'Brien     | Kalyn Ponga                 | McDonald Jones Stadium               | 30 000        |
| New Zealand Warriors         | 13e                | Andrew Webster   | James Fisher-Harris         | Go Media Stadium                     | 25 000        |
| North Queensland Cowboys     | 2e tour            | Todd Payten      | Thomas Dearden              | North Queensland Stadium             | 25 000        |
| Parramatta Eels              | 15e                | Jason Ryles      | Junior Paulo                | CommBank Stadium                     | 30 000        |
| Penrith Panthers             | Champion (1er)     | Ivan Cleary      | Nathan Cleary               | BlueBet Stadium                      | 22 500        |
| St. George Illawarra Dragons | 11e                | Shane Flanagan   | Clinton Gutherson           | Jubilee Oval WIN Stadium             | 20 500 22 000 |
| South Sydney Rabbitohs       | 16e                | Wayne Bennett    | Cody Walker                 | Accor Stadium                        | 82 000        |
| Sydney Roosters              | Demi-finale (3e)   | Trent Robinson   | James Tedesco               | Allianz stadium                      | 42 500        |
| Wests Tigers                 | 17e                | Benji Marshall   | Jarome Luai                 | Campbelltown Stadium Leichhardt Oval | 20 000 17 500 |

## Résultats

### Classement de la phase régulière
| Rang | Franchise                | Joués | V | N | D | B | PP  | PC  | Diff  | Points |
| 1    | Canterbury-Bankstown     | 11    | 9 | 0 | 2 | 1 | 276 | 202 | + 74  | 20     |
| 2    | Canberra                 | 12    | 9 | 0 | 3 | 0 | 334 | 264 | + 70  | 18     |
| 3    | New Zealand              | 11    | 8 | 0 | 3 | 1 | 215 | 216 | - 1   | 18     |
| 4    | Melbourne (F)            | 10    | 6 | 0 | 4 | 2 | 338 | 203 | + 135 | 16     |
| 5    | Cronulla-Sutherland (DF) | 12    | 7 | 0 | 5 | 0 | 292 | 248 | + 44  | 14     |
| 6    | South Sydney             | 11    | 6 | 0 | 5 | 1 | 181 | 233 | - 52  | 14     |
| 7    | North Queensland         | 10    | 4 | 1 | 5 | 2 | 228 | 260 | - 32  | 13     |
| 8    | Brisbane                 | 11    | 5 | 0 | 6 | 1 | 288 | 246 | + 42  | 12     |
| 9    | Manly-Warringah          | 11    | 5 | 0 | 6 | 1 | 258 | 240 | + 18  | 12     |
| 10   | St. George Illawarra     | 10    | 4 | 0 | 6 | 2 | 228 | 239 | - 11  | 12     |
| 11   | Sydney Roosters (DF)     | 11    | 5 | 0 | 6 | 1 | 266 | 286 | - 20  | 12     |
| 12   | Wests Tigers (CB)        | 11    | 5 | 0 | 6 | 1 | 226 | 280 | - 46  | 12     |
| 13   | Dolphins                 | 12    | 5 | 0 | 7 | 0 | 294 | 252 | + 42  | 10     |
| 14   | Newcastle                | 11    | 4 | 0 | 7 | 1 | 153 | 208 | - 55  | 10     |
| 15   | Parramatta               | 11    | 4 | 0 | 7 | 1 | 209 | 288 | - 79  | 10     |
| 16   | Gold Coast               | 10    | 3 | 0 | 7 | 2 | 210 | 310 | - 100 | 10     |
| 17   | Penrith (CH)             | 11    | 3 | 1 | 7 | 1 | 250 | 271 | - 21  | 9      |

| - Qualifié pour les phases finales (#1 à #8). |
| CH : Champion 2024, FI : Finaliste 2024, CB : Cuillère de bois 2024, DF : Demi-finaliste 2024                                                                                           |
| abréviations=Pts, points; J, matchs joués; V, victoires ; N, match nuls ; D, défaites ; B, bye ; PP, points pour ; PC, points contre ; Diff, différence de points ; T, tenant du titre. |

Attribution des points : 2 points sont attribués pour une victoire, 1 point pour un match nul, 0 point en cas de défaite, 2 lorsque l'épique est exempte (bye).
Source : nrl.com

### Playoffs
Lors des finales de qualification, le vainqueur des deux matchs opposant les premier et quatrième de la phase régulière, et du deuxième et le troisième, sont directement qualifiés pour les finales préliminaires. Les vaincus de ces deux rencontres sont opposés aux deux vainqueurs des deux autres rencontres des Finales de qualification.
|           | 1er tour des play offs | 1er tour des play offs          | 1er tour des play offs | |  |                                 |        | Demi-finales préliminaires | Demi-finales préliminaires |        |  |  |  | Demi-finales | Demi-finales |  |  | Grande finale | Grande finale |  |
|           |                        |                                 |                        | |  |                                 |        |                            |                            |        |  |  |  |              |              |  |  |               |               |  |
|           |                        | QPO1 :                          |                        | |  |                                 |        |                            |                            |        |  |  |  |              |              |  |  |               |               |  |
|           | 1                      |                                 | '                      | |  |                                 |        |                            |                            |        |  |  |  |              |              |  |  |               |               |  |
|           | 4                      |                                 |                        | |  |                                 |        | PSF1 :                     |                            |        |  |  |  |              |              |  |  |               |               |  |
|           |                        |                                 |                        | |  |                                 |        |                            |                            |        |  |  |  |              |              |  |  |               |               |  |
|           |                        | EPO1 :                          | EPO1 :                 | |  |                                 |        |                            |                            |        |  |  |  | QSF1 :       | QSF1 :       |  |  |               |               |  |
|           | 5                      |                                 |                        | |  |                                 |        |                            |                            |        |  |  |  |              |              |  |  |               |               |  |
|           | 8                      |                                 |                        | |  |                                 |        |                            |                            |        |  |  |  |              |              |  |  | GF :          | GF :          |  |
|           |                        |                                 |                        | |  |                                 |        |                            |                            |        |  |  |  |              |              |  |  |               |               |  |
|           |                        | EPO2 :                          | EPO2 :                 | EPO2 : |  |                                 |        |                            |                            | QSF2 : |  |  |  |              |              |  |  |               |               |  |
|           | 6                      |                                 |                        | |  |                                 |        |                            |                            |        |  |  |  |              |              |  |  |               |               |  |
|           | 7                      |                                 |                        | |  | PSF2 :                          | PSF2 : |                            |                            |        |  |  |  |              |              |  |  |               |               |  |
|           |                        |                                 |                        | |  |                                 |        |                            |                            |        |  |  |  |              |              |  |  |               |               |  |
|           | QPO2 :                 |                                 |                        | |  |                                 |        |                            |                            |        |  |  |  |              |              |  |  |               |               |  |
|           | 2                      |                                 |                        | |  |                                 |        |                            |                            |        |  |  |  |              |              |  |  |               |               |  |
|           | 3                      |                                 |                        | |  |                                 |        |                            |                            |        |  |  |  |              |              |  |  |               |               |  |
|           |                        |                                 |                        | \| Légende : \| \| Progression de l'équipe défaite \| \| Progression de l'équipe victorieuse \| \| Progression de l'équipe choisie \| |  |                                 |        |                            |                            |        |  |  |  |              |              |  |  |               |               |  |
| Légende : |                        | Progression de l'équipe défaite |                        | Progression de l'équipe victorieuse                                                                                                   |  | Progression de l'équipe choisie |        |                            |                            |        |  |  |  |              |              |  |  |               |               |  |

Semaine 1. Qualification/Elimination en phase finale : les rencontres sont déterminées suivant le classement des équipes de la saison régulière. Les équipes ayant obtenu un meilleur rang affrontant l'équipe ayant le moins bon rang. Les équipes ayant le meilleur rang reçoivent.
Semaine 2. Les demi-finales préliminaires : les rencontres sont déterminées suivant le classement des équipes de la saison régulière. Les équipes ayant obtenu un meilleur rang affrontant l'équipe ayant le moins bon rang. Les équipes ayant le meilleur rang reçoivent.
Semaine 3. Les demi-finales : les vainqueurs des précédentes phases qualificatives s'affrontent pour déterminer les deux finalistes. Les adversaires sont décidées en fonction du choix de l'équipe ayant obtenu le meilleur classement lors de la saison régulière entre les deux équipes ayant le moins bon classement. Ce sont les vainqueurs de la semaine 1 qui reçoivent.

### Grande Finale
(mt :  - )
Homme du match : 
Points marqués :

Évolution du score :
Arbitre : 
Spectateurs : 

## Statistiques

### Meilleur marqueur de points
| Rang | Joueur           | Club                       | Poste         | Points | Essais | Goals | Drops |
| ---- | ---------------- | -------------------------- | ------------- | ------ | ------ | ----- | ----- |
| 1    | Ryan Papenhuyzen | Melbourne Storm            | Arrière       | 126    | 12     | 39    |       |
| 2    | Reuben Garrick   | Manly-Warringah Sea Eagles | Centre        | 108    | 6      | 42    | -     |
| 3    | Jamayne Isaako   | Dolphins                   | Ailier        | 102    | 4      | 43    | -     |
| 4    | Jamal Fogarty    | Canberra Raiders           | Demi de mêlée | 98     | 1      | 47    | -     |
| 5    | Adam Reynolds    | Brisbane Broncos           | Demi de mêlée | 92     | 3      | 39    | 2     |
| 6    | Luke Metcalf     | New Zealand Warriors       | Demi de mêlée | 83     | 7      | 27    | -1    |

### Meilleurs marqueurs d'essais
| Rang | Joueur           | Club                         | Poste          | Essais |
| ---- | ---------------- | ---------------------------- | -------------- | ------ |
| 1    | Ryan Papenhuyzen | Melbourne Storm              | Arrière        | 12     |
| 2    | Jesse Arthars    | Brisbane Broncos             | Ailier         | 11     |
| 3    | Xavier Coates    | Melbourne Storm              | Ailier         | 10     |
| 4    | Tyrell Sloan     | St. George Illawarra Dragons | Ailier         | 9      |
| -    | Sunia Turuva     | Wests Tigers                 | Ailier         | 9      |
| -    | Hudson Young     | Canberra Raiders             | Deuxième ligne | 9      |

## Récompenses individuelles
Les trophées « Dally M Medal » sont, comme d'habitude, remis après la fin de la saison régulière de la NRL et ne prend pas en compte les rencontres de la phase finale.
| Points | Joueur | Club | Poste |
| ------ | ------ | ---- | ----- |
| ?      | -      | -    | -     |

| Poste                     | Joueur | Club |
| ------------------------- | ------ | ---- |
| Meilleur arrière          | -      | -    |
| Meilleur ailier           | -      | -    |
| Meilleur ailier           | -      | -    |
| Meilleur centre           | -      | -    |
| Meilleur centre           | -      | -    |
| Meilleur demi d'ouverture | -      | -    |
| Meilleur de mêlée         | -      | -    |
| Meilleur talonneur        | -      | -    |
| Meilleur pilier           | -      | -    |
| Meilleur pilier           | -      | -    |
| Meilleur deuxième ligne   | -      | -    |
| Meilleur deuxième ligne   | -      | -    |
| Meilleur troisième ligne  | -      | -    |

| Poste                      | Lauréat |
| -------------------------- | ------- |
| Provan-Summons Medal       | -       |
| Débutant de l'année        | -       |
| Capitaine de l'année       | -       |
| Entraîneur de l'année      | -       |
| Meilleur marqueur d'essais | -       |

## Médiatisation
Le championnat est évidemment très médiatisé en Australie, sport où le rugby à XIII est roi. Il est suivi par le magazine Rugby League Review.
Au Royaume-Uni, il est également très suivi par les médias britanniques au nombre desquels on compte Rugby League World , Rugby Leaguer & League Express et League Weekly.
Dans les pays francophones, (principalement la France), le site internet Treize Mondial rend compte chaque semaine, voire chaque jour du déroulement de la compétition. Midi Olympique couvre également l'évènement, mais pas de manière continue, et en relatant surtout les résultats chaque semaine, dans son « édition rouge ». Des matchs sont diffusés par les chaines payantes du groupe Beinsport.